# Samuel Honrubia
Samuel Honrubia, född 5 juli 1986 i Béziers, är en fransk handbollsspelare (vänstersexa). Från 2009 till 2017 spelade Honrubia 87 landskamper och gjorde 194 mål för Frankrikes landslag. Han var med och vann OS-guld 2012 i London, två VM-guld (2011 och 2015) och ett EM-guld 2014.

## Klubbar
- Montagnac HB
- HBC Clermont-Salagou
- CREPS Montpellier (–2001)
- Montpellier HB (2001–2012)
- Paris Saint-Germain HB (2012–2016)
- Tremblay-en-France HB (2016–2019)
- US Ivry HB (2019, reservlaget)
- Pays d'Aix UC (2020–2021)
- Istres Provence HB (2021–)

## Meriter
- VM 2011 i Sverige:  Guld
- EM 2012 i Serbien: 11:a
- OS 2012 i London:  Guld
- VM 2013 i Spanien: 6:a
- EM 2014 i Danmark:  Guld
- VM 2015 i Qatar:  Guld